# Seznam prezidentů Severní Makedonie
Toto je seznam prezidentů Severní Makedonie. Funkce prezidenta Severní Makedonie byla ustavena po vyhlášení nezávislosti na Jugoslávii 8. září 1991 a prvním prezidentem nezávislého státu se od 18. září 1991 stal Kiro Gligorov.
Podle ústavy je Severní Makedonie parlamentní republikou, hlavou státu je prezident, který je volený ve všeobecných a přímých volbách na 5 let. Může být jen jednou znovu zvolen. Prezident jmenuje z většinové strany pověřence pro sestavení vlády, která je pak volena parlamentem (Sobranje). Funkce prezidenta Severní Makedonie je spíše ceremoniální, prezident je vrchním velitelem ozbrojených sil a Státní bezpečnostní rady.

## Seznam
|   | Jméno                       | Od                 | Do                 | Strana      | Poznámky                      |
| 1 | Kiro Gligorov               | 18. září 1991      | 4. října 1995      | bezpartijní |                               |
|   | Stojan Andov                | 4. října 1995      | 17. listopadu 1995 | LPM         | Prozatímní                    |
| 1 | Kiro Gligorov               | 17. listopadu 1995 | 19. listopadu 1999 | bezpartijní |                               |
|   | Savo Klimovski              | 19. listopadu 1999 | 15. prosince 1999  | DA          | Prozatímní                    |
| 2 | Boris Trajkovski            | 15. prosince 1999  | 26. února 2004     | VMRO–DPMNE  | zahynul při leteckém neštěstí |
|   | Ljupco Jordanovski          | 26. února 2004     | 12. května 2004    | SDSM        | Prozatímní                    |
| 3 | Branko Crvenkovski          | 12. května 2004    | 12. května 2009    | SDSM        |                               |
| 4 | Ďorge Ivanov                | 12. května 2009    | 12. května 2019    | VMRO–DPMNE  |                               |
| 5 | Stevo Pendarovski           | 12. května 2019    | 12. května 2024    | SDSM        |                               |
| 6 | Gordana Siljanovská-Davková | 12. května 2024    | úřadující          | VMRO–DPMNE  |                               |